# Joey Cramer
Joey Cramer (Vancouver, 23 agosto 1973) è un attore canadese.

## Biografia
È stato un giovane attore negli Stati Uniti durante gli anni ottanta, noto soprattutto per il suo ruolo nel film Navigator. È anche apparso in un TV movie con Buddy Ebsen e Gordon Tootoosis nel 1987. 
Oggi, Cramer vive nella città di Sechelt (Canada) ed è impiegato presso un negozio di articoli sportivi. Nel 2016 è stato arrestato dalla polizia canadese per rapina a mano armata in una banca.

## Filmografia parziale

### Cinema
- Runaway, regia di Michael Crichton (1984)
- Cro Magnon: odissea nella preistoria (The Clan of the Cave Bea), regia di Michael Chapman (1986)
- Navigator (Flight of the Navigator), regia di Randal Kleiser (1986)

### Televisione
- I-Man – serie TV (1986)
- La signora in giallo (Murder, She Wrote) – serie TV, 2 episodi (1986)
- Stone Fox – serie TV (1987)
- Un party per Nick (It's My Party) – serie TV (1996)

## Riconoscimenti
Cramer ha ricevuto una nomination riguardante i Saturn Award per il miglior attore emergente nel 1987 per Navigator (1986).

## Doppiatori italiani
Nelle versioni in italiano delle opere in cui ha recitato, Joey Cramer è stato doppiato da:
- Luca Lionello in Runaway
- Davide Lionello in Navigator